# David Dreyer
David Dreyer (* 12. Oktober 1942 in Clarksburg, Harrison County, West Virginia; † 18. November 2014 in Rancho Santa Margarita, Orange County, Kalifornien) war ein US-amerikanischer Schauspieler der 1970er Jahre, der speziell in Italowestern oder Actionfilmen mitwirkte.

## Leben
David Dreyer wurde am 12. Oktober 1942 in Clarksburg geboren. Er war der jüngere Bruder des Schauspielers und Filmschaffenden Tony Anthony. In der ersten Hälfte der 1970er Jahre erhielt er überwiegend Filmbesetzungen in Produktionen seines Bruders. So spielte er 1971 in Blindman, der Vollstrecker die Rolle des Dude, eine Nebenrolle 1973 in 1931 – Es geschah in Amerika sowie 1975 in Time Breaker in der Rolle des Alfonso, der rechten Hand von einem der Anführer der Banditen, Sombra, verkörpert von Lloyd Battista.
1972 mimte er in Auf leisen Sohlen kommt der Tod einen uniformierten Wächter des Bürgermeisters. Er übernahm eine Episoden der Fernsehserie The Wide World of Mystery. Von 1974 bis 1975 war er in zwei Episoden der Fernsehserie Cannon in jeweils Nebenrollen zu sehen. Dreyer verstarb am 18. November 2014 im Alter von 72 Jahren in Rancho Santa Margarita.

## Filmografie
- 1971: Blindman, der Vollstrecker (Blindman)
- 1972: Auf leisen Sohlen kommt der Tod (Fuzz)
- 1973: 1931 – Es geschah in Amerika (Piazza pulita)
- 1974: The Wide World of Mystery (Fernsehserie)
- 1974–1975: Cannon (Fernsehserie, 2 Episoden)
- 1975: Time Breaker (Get Mean)